# Мохамед Амін Бен-Амор
Мохамед Амін Бен-Амор (фр. Mohamed Amine Ben Amor, араб. محمد أمين بن عمر, нар. 3 травня 1992, Сус) — туніський футболіст, півзахисник клубу «Етюаль дю Сахель» та національної збірної Тунісу.

## Клубна кар'єра
У дорослому футболі дебютував 2012 року виступами за команду «Етюаль дю Сахель» з рідного міста, проте пробитись до основної команди не зумів, тому був відданий в оренду в нижчоліговий «Сфакс Рейлвейз», до складу якого приєднався 2013 року. Відіграв за сфакську команду наступний сезон своєї ігрової кар'єри.
До складу клубу «Етюаль дю Сахель» повернувся 2014 року. Відтоді встиг відіграти за суську команду 71 матч в національному чемпіонаті. 2018 року також недовго на правах оренди пограв за саудівський «Аль-Аглі».

## Виступи за збірну
15 червня 2015 року дебютував в офіційних матчах у складі національної збірної Тунісу в зустрічі проти Марокко (1:1). Наступного року був учасником чемпіонату африканських націй 2016 року, на якому дійшов із «внутрішньою» збірною до чвертьфіналу. В ході цього змагання він забив гол у матчі проти Нігеру (5:0)
У складі національної збірної був учасником Кубка африканських націй 2017 року у Габоні  та чемпіонату світу 2018 року у Росії.
Наразі провів у формі головної команди країни 26 матчів, забивши 3 голи.

## Досягнення
- Чемпіон Тунісу: 2016
- Володар Кубка Тунісу: 2014, 2015
- Володар Кубка конфедерацій КАФ: 2015